# Emanuel Lê Văn Phụng
Św. Emanuel Lê Văn Phụng (wiet. Emanuen Lê Văn Phụng) (ur. ok. 1796 r. w Đầu Nước w Wietnamie – zm. 31 lipca 1859 r. w Châu Đốc, prowincja An Giang w Wietnamie) – święty Kościoła katolickiego, męczennik.

## Życiorys
Emanuel Lê Văn Phụng urodził się ok. 1796 r. Podczas prześladowań chrześcijan w Wietnamie został aresztowany 7 stycznia 1859 r. za ukrywanie w swoim domu księży. Został stracony razem z księdzem Piotrem Đoàn Công Quý.
Dzień wspomnienia: 24 listopada w grupie 117 męczenników wietnamskich.
Beatyfikowany 2 maja 1909 r. przez Piusa X. Kanonizowany przez Jana Pawła II 19 czerwca 1988 r. w grupie 117 męczenników wietnamskich.